# Чандні (Малаямська актриса)
Чандні Гітха, відома під псевдонімом Чандні, – малаяламська кіноактриса, найбільш відома своєю роботою у фільмі Celluloid відомого режисера Камала.
Чандні народилася у Вадаккевілі в місті Коллам. Вона вивчала B.com в Національному коледжі Фатіма Мата. Чандні розпочала свою кар'єру як учасниця музичного реаліті-шоу на каналі Mazhavil Manorama.

## Фільмографія
| рік      | плівка    | роль       | Мова     | Примітки       | Ref.  |
| -------- | --------- | ---------- | -------- | -------------- | ----- |
| 2013 рік | Celluloid | П. К. Росі | малаялам | Дебютний фільм | [ 3 ] |
| 2015 рік | Negalukal | Невиданий  | малаялам | Невиданий      | [ 4 ] |
|          | Vakku     |            |          |                |       |

## Телебачення
Чандні розпочала свою кар'єру як учасниця музичного реаліті-шоу на малаяламському телеканалі Mazhavil Manorama.

### Малаяламське телебачення
- Індійський голос (Mazhavil Manorama)